# 黑體海灣無鰭鰩
黑體海灣無鰭鰩（学名：Sinobatis melanosoma），又名黑身司氏裸鯆、黑體施氏鰩、魴仔，为軟骨魚綱鰩目無鰭鰩科下的一个种，分布西北太平洋，包括日本南部、台灣、中國至越南、菲律賓海域，深度500至1100公尺，本魚呈心形，體盤寬大長度，吻尖，末端呈短細絲狀，體背光滑，無背鰭，尾鰭細長如鞭狀，腹部附近具二肢狀物，背腹面均呈棕黑色，體長可達59公分，棲息在沙泥底質海域，屬深海底棲性魚類，屬肉食性，生活習性不明。